# British Australian and New Zealand Antarctic Research Expedition

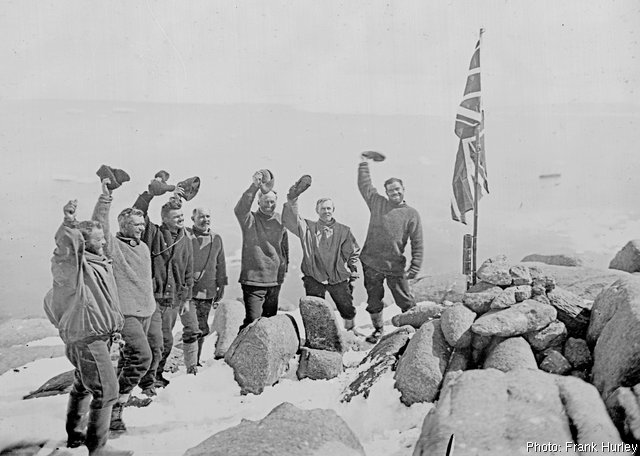
Douglas Mawson (dritter von rechts) und weitere Teilnehmer der BANZARE bei der Inbesitznahme von Proclamation Island für die britische Krone.

Die British Australian (and) New Zealand Antarctic Research Expedition (BANZARE) war eine Forschungsexpedition in die Antarktis, die zwischen 1929 und 1931 durchgeführt wurde und die zwei Reisen in aufeinanderfolgenden antarktischen Sommern beinhaltete. Es war eine Expedition des Commonwealth, die eher durch Geopolitik als durch Wissenschaft motiviert wurde. Finanziert wurde sie durch das Vereinigte Königreich, Australien und Neuseeland.
Der Leiter der BANZARE war Sir Douglas Mawson. Es gab verschiedene Unterleiter (Kapitän Kenneth Norman MacKenzie (1897–1951) ersetzte Kapitän John King Davis im zweiten Sommer) an Bord der RRS Discovery, dem Schiff, das zuvor bereits von Robert Falcon Scott genutzt worden war. Die BANZARE, die auch mehrere Flüge in einem kleinen Flugzeug unternahm, kartierte die Küste der Antarktis, gab der Banzare-Küste ihren Namen und entdeckte Mac-Robertson-Land und Princess-Elizabeth-Land (die später ins australische Antarktisterritorium eingegliedert wurden).
Die Expedition war eine „gewinnorientierte Erforschungsexpedition“, wobei Mawson bei jeder Landsichtung die britische Oberhoheit proklamierte – mit der Abmachung, dass das Territorium später an Australien übergehen würde (geschehen 1933). Eine solche Proklamation wurde beispielsweise am 5. Januar 1931 am Kap Denison ausgesprochen, wo Mawsons Australasiatische Antarktisexpedition 1912/13 ihr Lager gehabt hatte.
Die BANZARE führte jedoch auch wissenschaftliche Forschung durch und produzierte zwischen 1937 und 1975 dreizehn Bände von Berichten über Geologie, Ozeanografie, Meteorologie, Erdmagnetismus, Zoologie und Botanik.